# Сабуровка (Воронежская область)
Сабуровка — село в Аннинском районе Воронежской области России.
Входит в состав Мосоловского сельского поселения.

## Население
| 1859 | 1897 | 2000 | 2005 | 2010 |
| ---- | ---- | ---- | ---- | ---- |
| 361  | ↗606 | ↘218 | ↘183 | ↘129 |

## География

### Улицы
- ул. Виноградная.
- ул. Молодёжная,
- ул. Сабурова.